# Mesochorus capeki
Mesochorus capeki är en stekelart som beskrevs av Schwenke 2002. Mesochorus capeki ingår i släktet Mesochorus och familjen brokparasitsteklar. Inga underarter finns listade i Catalogue of Life.